# Quinta da Regaleira

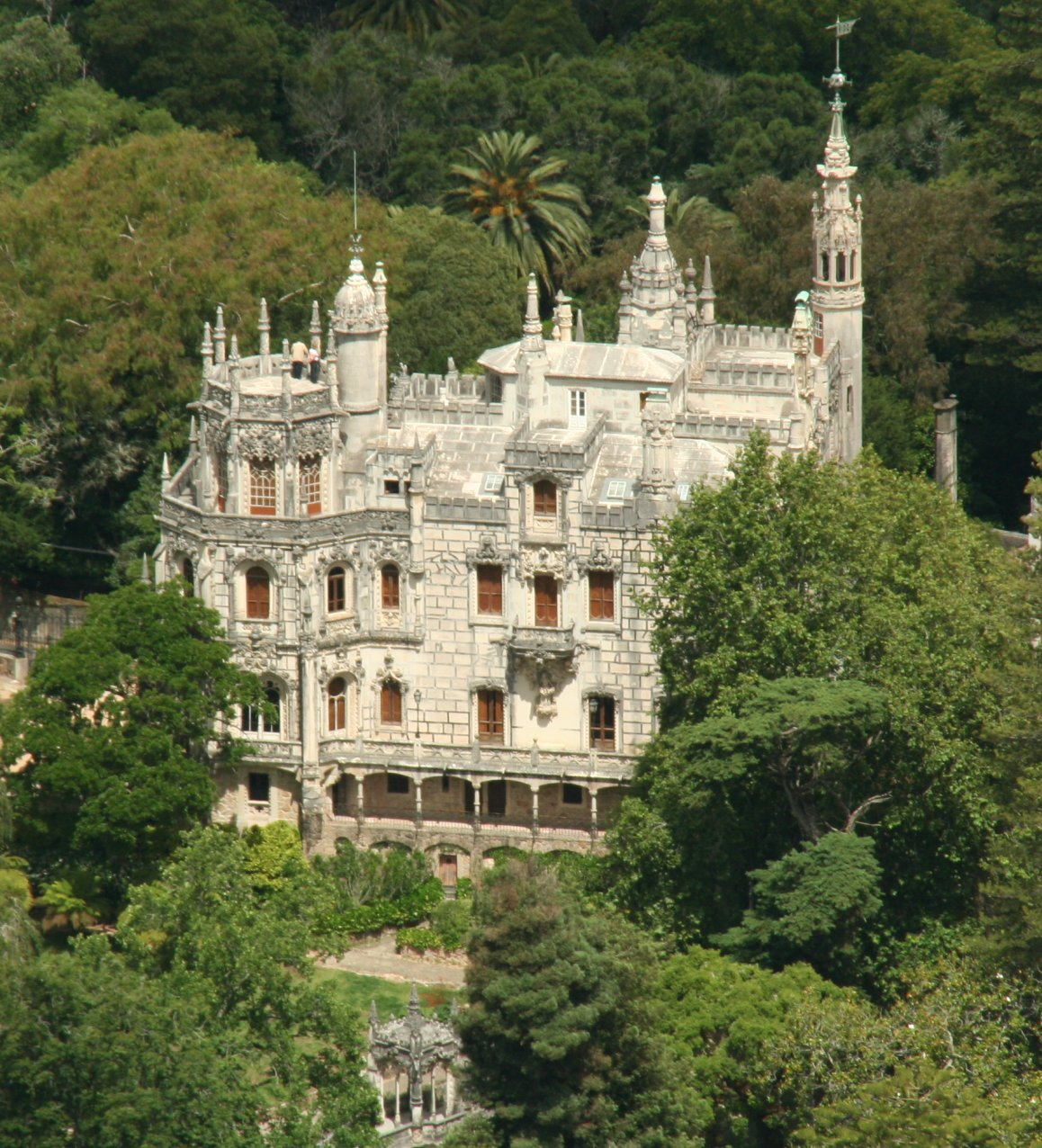
Quinta da Regaleira

Quinta da Regaleira je obytný komplex, náležící ke Světovému kulturnímu dědictví UNESCO, jenž leží v blízkosti historického jádra portugalského města Sintra. Celý komplex se skládá z hlavní budovy (paláce, port. O Palácio da Regaleira), kaple a velkým parkem s jezer, jeskyň, kašen, soch, mostů, podzemních tunelovým systémů a také z dvojice 27 metrů tzv. obrácených věží (torre invertida).
Paláci se také přezdívá Palác milionáře Monteira (portugalsky Palácio do Monteiro dos Milhões), pojmenován byl po svém zakladateli, bohatém kupci a obchodníku s kávou Antóniu Augustu Carvalhu Monteirovi.

## Galerie

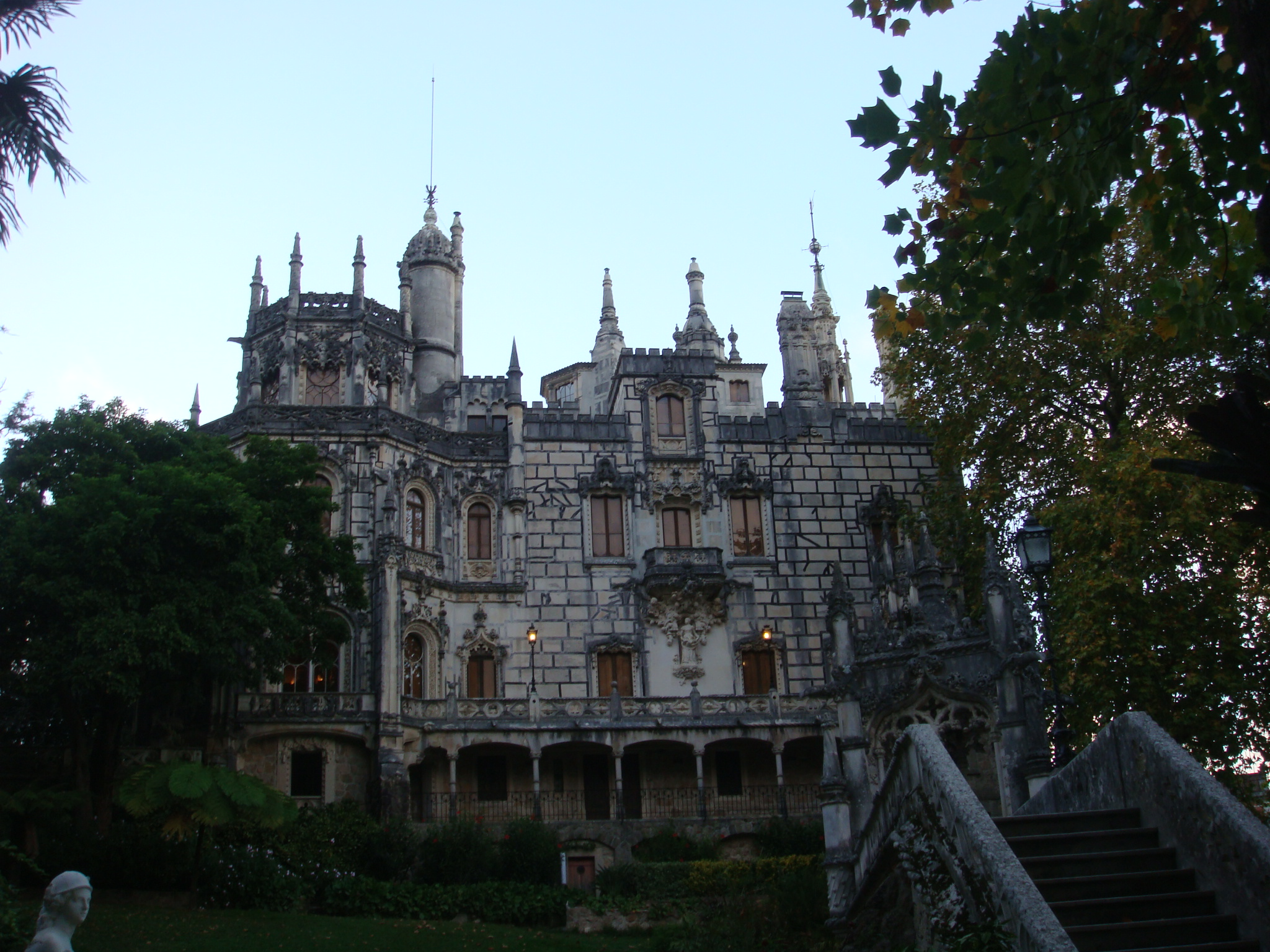
Palác Quinta da Regaleira
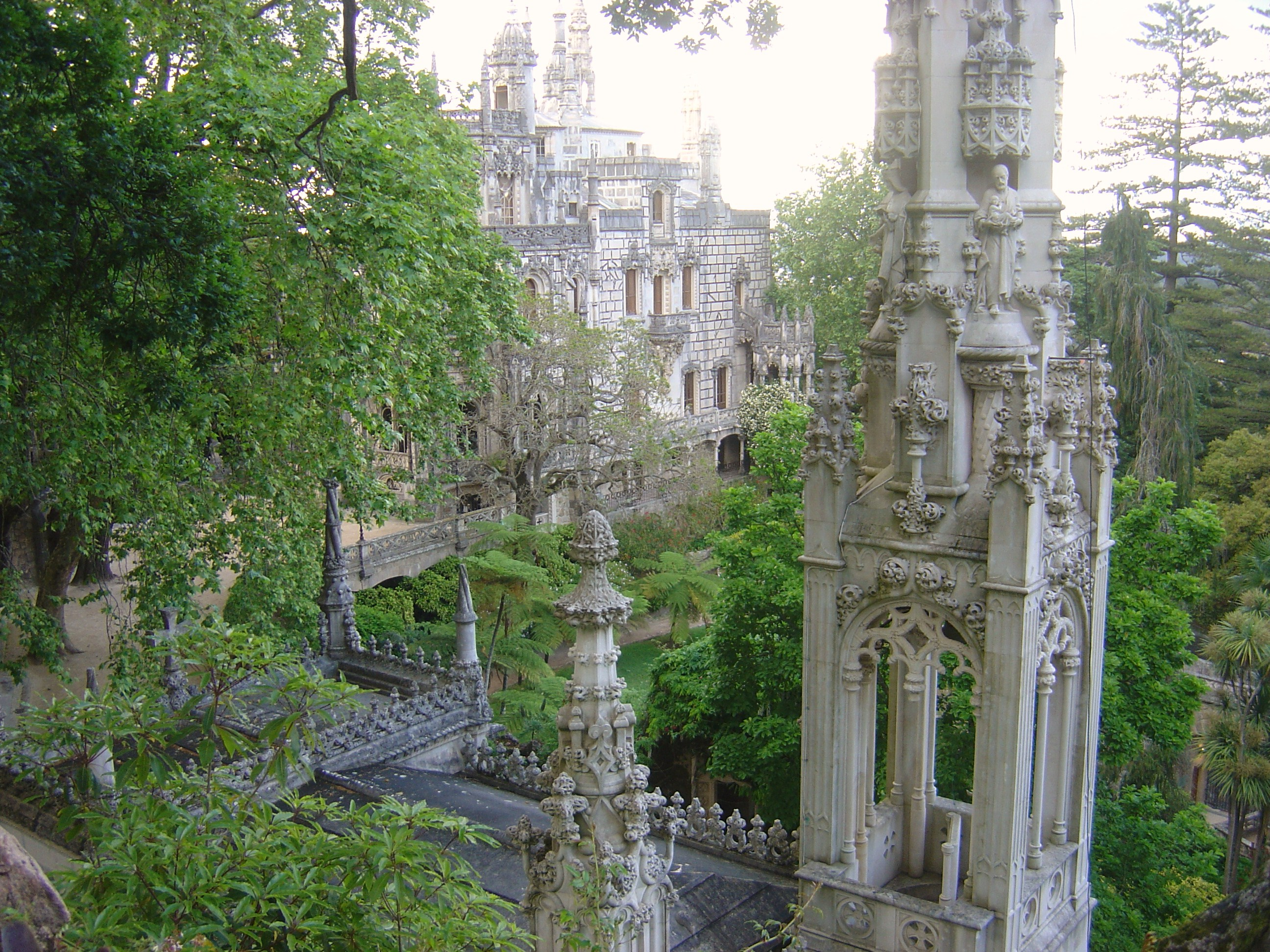
Věže a věžičky
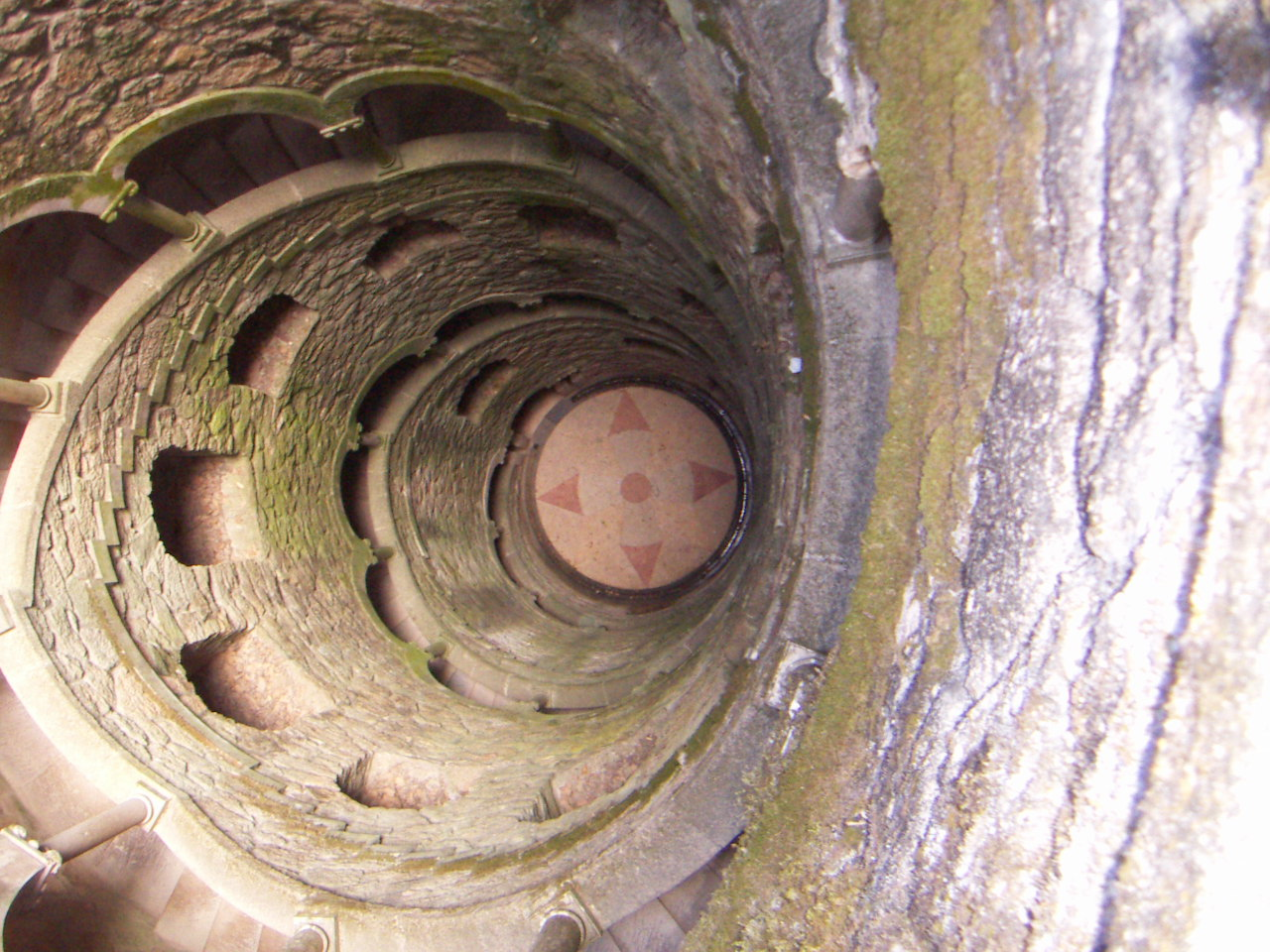
Pohled do studny
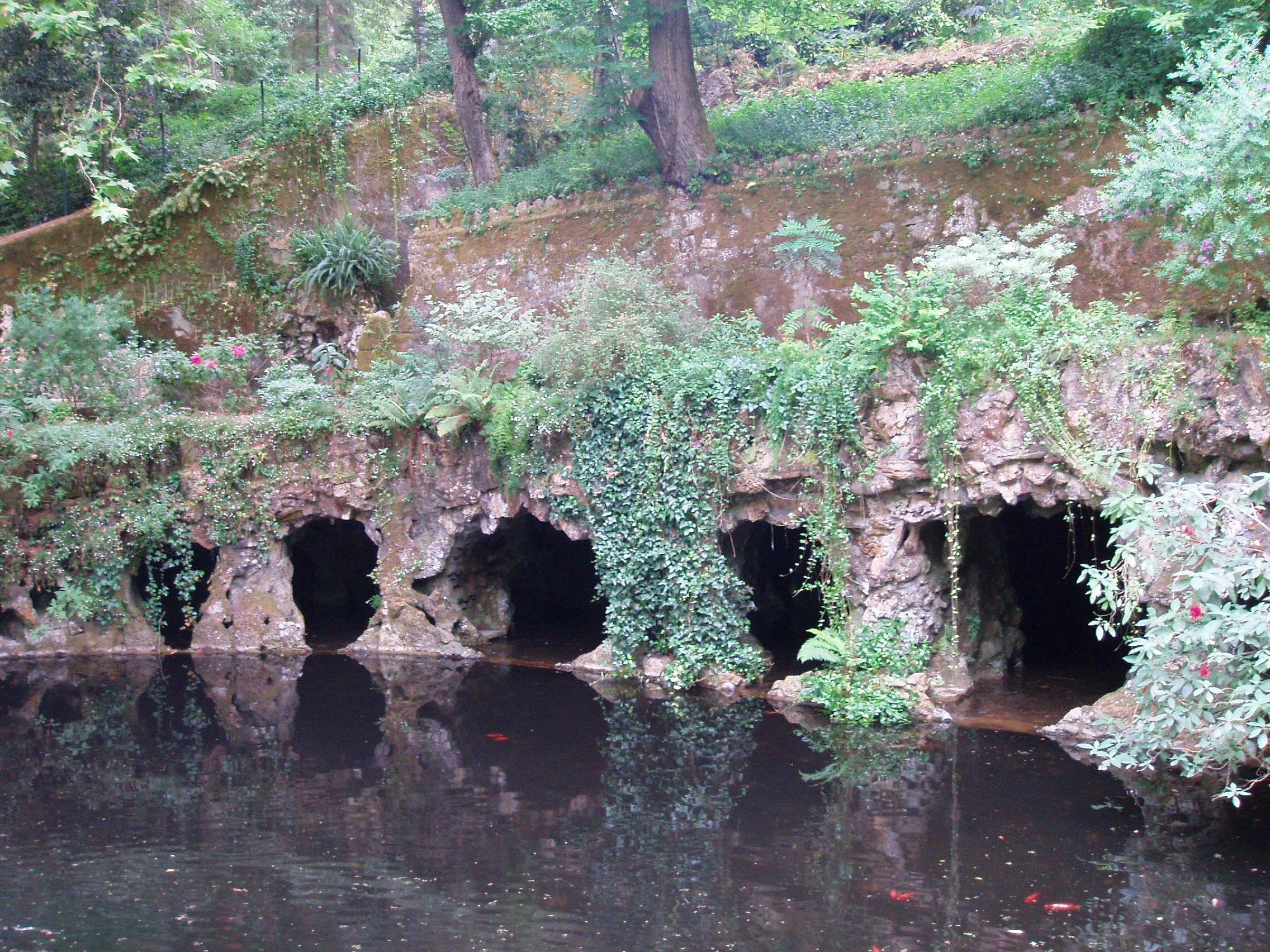
Podzemní tunely
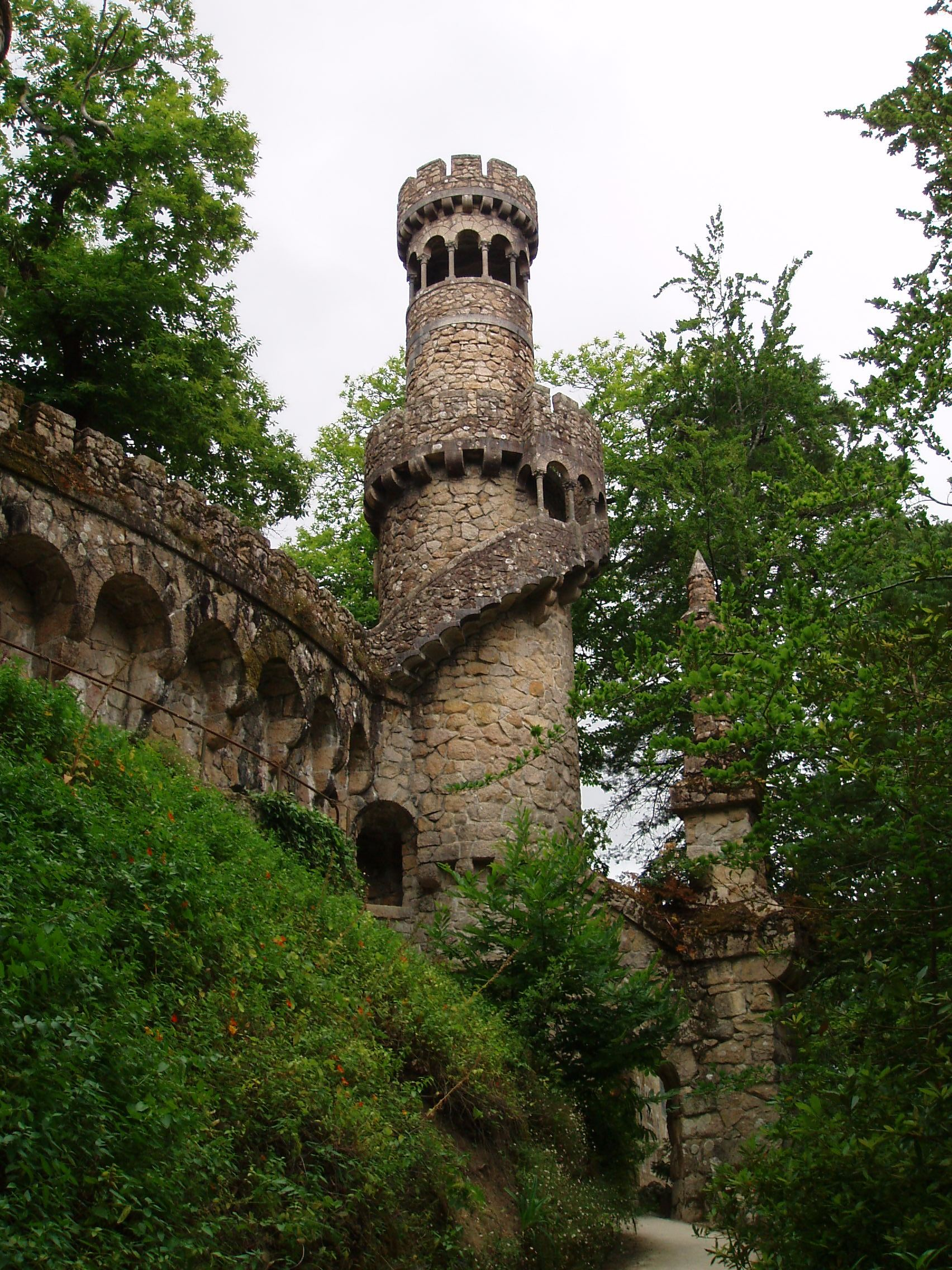
Quinta da Regaleira